# Pantera Negra (Uruguaiana)
O Grêmio Recreativo Escola de Samba Unidos da Pantera Negra  é uma escola de samba do carnaval de Uruguaiana.
A escola situa-se no Centro da cidade de Uruguaiana. Suas cores são o vermelho e o verde tendo como símbolo uma pantera. A escola fez sua primeira participação no carnaval da cidade no ano de 2013, disputando no 2º Grupo. 

## Segmentos

### Presidentes
| Nome          | Mandato         | Ref.  |
| ------------- | --------------- | ----- |
| Marielly Abad | 2012-atualmente | [ 1 ] |

## Carnavais
| Ano  | Colocação    | Grupo    | Enredo                                  | Carnavalesco | Ref.  |
| ---- | ------------ | -------- | --------------------------------------- | ------------ | ----- |
| 2013 | Campeã       | Grupo 2  | Carnavais de Outrora                    |              | [ 3 ] |
| 2014 | Vice-campeã  | Acesso   | Mistérios da Vida - Os Quatro Elementos |              | [ 4 ] |
| 2015 | Campeã       | Acesso   | Carnavais de Outrora (Reedição 2013)    |              | [ 5 ] |
| 2016 | Não Desfilou | Especial |                                         |              | [ 6 ] |